# 弘普
追封和硕庄亲王弘普（1713年—1743年），庄恪親王允禄次子，母是侧福晋李氏，杨达色之女。
他在康熙五十二年（1713年）癸巳六月十九日申时生，因其长兄始生而薨，弘普实际上是允禄的长子，乾隆元年（1736年）二月封贝子，乾隆二年（1737年）二月掌管銮仪卫，乾隆三年（1738年）八月任镶蓝旗满洲都统。乾隆四年（1739年），他因为与弘晳结党事发受到惩处，夺贝子爵，解銮仪卫任，但当月即封为奉恩镇国公，翌年十一月授宗人府右宗人。乾隆八年（公元1743年）癸亥三月二十二日酉时薨，年三十一岁，追封世子，赐谥恭勤，长子永瑺继位。乾隆三十二年（1767年）允禄死后，永瑺成为庄親王。他又被追封为和硕庄亲王。